# Gare de Bénesse-Maremne
Gare de Bénesse-Maremne – stacja kolejowa w Bénesse-Maremne, w departamencie Landy, w regionie Nowa Akwitania, we Francji.
Jest stacją Société nationale des chemins de fer français (SNCF), obsługiwana przez pociągi TER Aquitaine.